# الجزائر 55
«طائرة (الجزائر 55)»، (بالإنجليزية: El-Jazaïr-55)‏ هي طائرة استطلاع بدون طيار إستراتيجية. متوسطة الارتفاع طويلة المدى صممت وصنعت للأنظمة للمهمات الإستراتيجية.